# Dorsiceratus triarticulatus
Dorsiceratus triarticulatus är en kräftdjursart som beskrevs av Coull 1973. Dorsiceratus triarticulatus ingår i släktet Dorsiceratus och familjen Ancorabolidae. Inga underarter finns listade i Catalogue of Life.